# Lady Macbeth siberiana
Lady Macbeth siberiana (Sibirska Ledi Magbet) è un film del 1962 diretto da Andrzej Wajda.